# Thomas Allom
Thomas Allom (Lambeth, 13 marzo 1804 – Barnes, 21 agosto 1872) è stato un architetto, pittore e topografo inglese, tra i fondatori del Royal Institute of British Architects.

## Biografia
Nato a Lambeth, a sud di Londra, entrò come apprendista nello studio dell'architetto Francis Goodwin nel 1819, restandovi fino al 1826 quando entrò alla scuola d'arte della Royal Academy. Si dedicò alla progettazione di chiese, alcune delle quali vennero presentate durante le esposizioni del 1824 e del 1827, ed ottenne una certa notorietà negli ambienti londinesi collaborando anche con sir Charles Barry, capofila del gothic revival.
A partire dal 1820, all'attività di architetto unì quella di topografo, iniziando con le illustrazioni a numerosi libri di viaggi ed ai suoi stessi appunti, presi durante le frequenti traversate della manica verso l'Europa. Nel 1834 giunse a Istanbul e qui, affascinato dalla cultura del luogo, iniziò una serie di disegni che si sarebbero poi tradotti in dipinti ed illustrazioni: scene di vita prese in Anatolia, Siria e Palestina vennero successivamente raccolte e pubblicate nel libro in due volumi Constantinople and the Scenery of the Seven Churches of Asia Minor (1838), a corredo dei testi di Robert Walsh. Le incisioni di Allom comparvero anche nel libro di Emily Reeve, Character and Costume in Turkey and Italy, pubblicato a Londra nel 1840. A queste opere, si aggiunsero nel 1845 alcune illustrazioni sulla Cina, pubblicate in China Illustrated.
A partire dal 1860, i suoi problemi di cuore costrinsero Allom al ritiro dall'attività, che annunciò ufficialmente dopo molti tentennamenti solo nel 1870. Morì a 68 anni a Barnes e fu seppellito nel cimitero di Kensal Green.

## Opere

### Architetture
- manifatturiera in Marloes Road, Kensington, Londra (1847)
- chiesa di Cristo Incoronato in Highbury (1850)
- chiesa di San Pietro a Notting Hill (1856)
- residenza Ladbroke a Londra
- manifatturiera a Calne, Wiltshire (1847)
- manifatturiera a Liverpool
- William Brown Library a Liverpool (1857-1860)
- campanile della chiesa di san Leodegarius a Basford, Nottingham (1860)
- Parlamendo di Londra (con Charles Barry)
- restauro del castello di Highclere
- chiesa della Trinità a Castelnau (1868)
- mausoleo per George Dodd nel cimitero di West Norwood (1865)

### Incisioni
- The Arrest of the Condemned Convenanters at West Bow in Edinburgh
- After the Battle
- The Cotton Mills of Swainson Birley and Company
- Interior of Cotton Mill: Power Loom Weaving
- Interior of Cotton Factory: Mule Spinning Lancashire Child Sweeps Inside Moving Machine
- Lymington Ironworks Tyneside
- The Port of London

#### InIllustrated China
- Chinese Cat Merchants
- Chinese Cemetery
- Chinese Marriage Procession
- Chinese Opium Den
- Sacrifice of Harvest Moon
- The City of Nanking
- The City of Ning Po
- Entrance in the City of Amoy
- Imperial Palace at Tseoua-Shan
- An Itinerant Barber
- Jugglers Exhibiting at the Court of a Mandarin
- The Kilns at King-Tan
- Ladies of a Mandarin's Family at Cards
- Landing Place at the Yuk-Shan
- Landing Place and Entrance to the Temple of Honan, Canton
- The Pria Grande, Macao
- Wuyishan, Fujian
- Woo-E-Shan, o Bohea Hills, Province of Fo-kien
- The Woo-Tang Mountains

#### InChina in a Series of Views
- The Great Wall of China
- Home of a Chinese Merchant Near Canton
- An Itinerant Chinese Doctor at Tien-Sing Impressing the Audience by Handling Snakes
- Theatre at Tien-Sing
- Garden of the Imperial Palace, Peking
- Rice Sellers at the Military Station of Tong-Chang-Too
- The Emperor Teaon-Kwang Reviewing His Guards, Palace of Peking
- Scene from the Spectacle of "The Sun and Moon"
- Pavilion and Gardens of a Mandarin Near Peking
- House of Conseequa, a Chinese Merchant, in the Suburbs of Canton
- Dinner Party at a Mandarin's House
- Showroom of a Lantern Merchant in Peking
- Apartment in a Mandarin's House, Near Nanking
- Chinese Cat Merchants
- The Culture and Preparation of Tea
- Chinese Opium Smokers
- Western Gate of Peking

### Dipinti
- The destruction of Corinth
- Picturesque sketches in Spain, 1837
- Mount Egmont from the north shore of Cooke's Strait, 1841
- Hampton Court Palace
- British Museum
- The Cathedral of Malines
- Loavain, Belgium - Town Hall
- Golorein
- Weyerburg & Katzenzungen
- Salzburg
- Windsor Castle
- Antwerp Church of St Paul's
- Paris, Louvre Main Gallery
- Windsor Castle
- Corfu
- Dover
- Post Office & St Paul's
- Port of London in 1839